# Tragiscoschema cor-flavum
Tragiscoschema cor-flavum är en skalbaggsart som beskrevs av Konrad Fiedler 1939. Tragiscoschema cor-flavum ingår i släktet Tragiscoschema och familjen långhorningar. Inga underarter finns listade i Catalogue of Life.